# پستچی بهشت
پستچی بهشت (به کره‌ای: 천국의 우편배달부، به انگلیسی: Heaven's Postman) فیلمی کره‌ای-ژاپنی ساخت سال ۲۰۰۹ میلادی است. این فیلم حاصل همکاری شبکهٔ اس‌بی‌اس (کرهٔ جنوبی) و تی‌وی آساهی (ژاپن) بود.  
کیم جه جونگ و هان هیوجو در این فیلم به ایفای نقش پرداخته‌اند.

داستان فیلم در مورد پسریست که نامه‌های بازماندگان را به دنیای مردگان منتقل می‌کند.

## بازیگران
- کیم جه جونگ - شین جه‌جون / یو
- هان هیوجو - چو هانا / ساکی
- شین گو - چوی گون‌به
- کیم چانگ‌وان - لی مون‌گیو
- لی دوایل - گو ده‌بونگ